# フランドン農学校の豚
「フランドン農学校の豚」（フランドンのうがっこうのぶた/英題名：The Frandon Agricultural School Pig）は、宮沢賢治の短編童話。賢治が亡くなった翌年（1934年）に発表された作品である。
ある農学校で養われている知能のある豚が、学生たちに殺されるまでぞんざいに扱われることの苦悩を描いた物語。

## あらすじ
ある農学校で飼われている豚は、人間に劣らぬ知能や会話能力があり、農学校の生徒から金石など以外なら何でも脂肪に蓄えることのできる自分の体を白金と並べられる（触媒になぞらえられている）ことに満足を感じて幸福に生きていた。しかし、ある日、家畜を殺すにはその家畜から承諾書を取らなければいけないという取決めが作られ、農学校の家畜である豚は学校長から死亡承諾書に印を押すことを強いられる。自分が何時の日か必然的に殺されてしまうことを知った豚は、自分が殺されることに苦悩しながら、その日を迎える。

## 登場キャラクター
豚
本作の主人公。人間並みの知能があり、柔らかな舌を使い人間の言葉を話すことが出来る。
農学校長
農学校の校長。死亡承諾書を取るために、豚に対して「農学校が豚に与えた恩義」を盾に同意を求める。
畜産の教師
豚の飼育の指導に当たっている教師。豚を肥え太らせるための方策を事務的に進める。
助手
畜産教師の指示を受けて飼育の実務を担当している。
生徒
農学校の生徒たち。豚の前で、豚を話題にしたさまざまな会話をし、豚はそれに一喜一憂する。

## 解説
農学校で飼育されている食用豚の苦悩を描いた物語。肥育器の使用や、殺害の瞬間の描写なども登場する。賢治は実際に菜食主義の実践を試みた経験を持つ。
ロジャー・パルバースは「（おそらく）世界で初めての、動物の福祉をメインテーマに書かれた物語」と指摘している。

## 形式面での特記事項
冒頭部の草稿数枚は現存していない（生前に破棄されたものとみられる）。このため、本作のタイトルは全集編集者によって付けられたものである。また、最初の形態ではごく普通の散文体（「です」「ます」調）であったが、推敲を経てリズム感を持った文体（「だ」「だった」調）へと変貌を遂げた。天沢退二郎は「この書き出しの未整理を除けば、これは屈指のパセティックな、完成度の高い力篇」（新潮文庫『風の又三郎』解説）と述べている。
本作は「大学生諸君」に向かって話者（明示されない）が話すという体裁で書かれている。

## その他
賢治が花巻農学校に着任した当時の校長は肥満体で「ピッグ」というあだ名があった。農学校の収納祭で、飼育していたブタを実際に殺したことがあり、その折にはこの校長が「とどめの一撃」を加える役割を演じて生徒が爆笑したというエピソードが伝えられている。